# リャーホフスキー諸島

リャーホフスキー諸島（リャーホフスキーしょとう、露: Ляховские острова）とは北極海にあるノヴォシビルスク諸島の南方を構成する島嶼群である。ロシア領。ロシア本土とラプテフ海峡（60km幅）で、アンジュー諸島とサンニコフ海峡（50km幅）で隔てられている。

## 歴史
1710年、ヤクーツクのコサック、ヤコフ・ペルミャコフがヤナ川北東のスヴャトイ・ノース岬沖に島を見た。1712年にメルクリー・ヴァギン率いるコッサク隊が島に到達したが、その後反乱によりヴァギンなどは殺害され、反乱者は帰還後にヴァギンなどは行方不明となり島は見つからなかったと報告した。しかし、報告が嘘であることは露見し、ボリショイ・リャホフスキー島と名付けられることになる島の存在も明らかとなった。1770年3月、島で豊富なマンモスの骨が見つかったとのうわさを聞いたヤクーツクの商人でマンモスの骨採取業のイワン・リャホフが島を訪れた。島の名前は彼の名に由来する。リャホフは他の商人と共に貿易商会を設立し、発見した島での北極キツネとマンモスの牙の独占権を得た。
1800年、ヤコフ・サンニコフがストルヴォイ島を発見した。
2013年に、小リャーホフスキー島でマンモスの未凍結の血液が発見された。

## 地理

### 構成する島
- 大リャーホフスキー島（ロシア語版、英語版）  4,600 km2
- 小リャーホフスキー島  1,325 km2
- ストルボヴォイ島  170 km2
- セミョーノフスキー島

## 文化
ジュール・ヴェルヌの小説内で舞台となったことがある。